# Machovo načelo
Machovo načelo [máhovo načélo] je v teoretični fiziki in še posebej v klasičnih gravitacijskih teorijah nejasna domneva, ki jo je prvi izrekel avstrijski fizik in filozof Ernst Mach leta 1893. Glasi se:
 »Vztrajnost poljubnega sestava je posledica medsebojnega delovanja tega sestava in ostalega Vesolja. Z drugimi besedami, vsak delec v Vesolju vpliva na vsak drug delec, oziroma oddaljena masa vpliva na bližnjo vztrajnost.« 
Načelo je po Machu leta 1918 imenoval Albert Einstein. V začetku je načelo zelo vplivalo na razvoj njegove splošne teorije relativnosti. V več ozirih je načelo v splošni teoriji relativnosti resnična izjava, ker pa je tako nejasna, jo je možno izreči na več različnih načinov. Takšna načela so machovska.
Osnovno zamisel načela je pred Machom podal že irski filozof George Berkeley v svojem delu Načela človeškega znanja (The Principles of Human Knowledge) leta 1710.

## Opis načela
V teoriji relativnosti obstaja osnovno vprašanje: če je vsako gibanje relativno, kako se lahko izmeri vztrajnost telesa? Izmeriti je treba vztrajnost glede na nekaj drugega. Kaj se dogaja v posebnem primeru, če se zamisli delec, ki je v Vesolju popolnoma sam? Lahko se upa, da bo še vedno obstajala neka predstava o njegovem stanju vrtenja. Machovo načelo včasih tolmačijo tako, da je v takšnih primerih stanje gibanja delca brez pomena.
Z Machovimi besedami ima načelo obliko:
»Raziskovalec mora čutiti potrebo po ... spoznanju o neposrednih zvezah, na primer mas v Vesolju. Lebdele bodo pred njim kot popoln vpogled v načela celotne snovi, od koder bodo na enak način izhajala pospešena in vztrajnostna gibanja.«
Einstein je gledal na Machovo načelo z besedami:
 » ... vztrajnost izvira iz nekakšnega vzajemnega delovanja med telesi ...«
V tem smislu se vsaj nekaj machovskih načel nanaša na filozofski holizem. Machov predlog se lahko vzame kot omejitev, da so gravitacijske teorije relacijske, oziroma machovske. Einstein je pripeljal načelo v glavni tok fizike med izdelavo splošne teorije relativnosti in tudi prvi skoval izraz Machovo načelo. Veliko razpravljajo ali je Mach res želel predlagati nov fizikalni zakon, saj ga nikoli ni nedvoumno navedel.
Einstein je našel navdih pri Machu v njegovem delu Mehanika in njen razvoj (Die Mechanik in ihrer Entwicklung) iz leta 1883, kjer je filozof kritiziral Newtonovo zamisel o absolutnem prostoru in še posebej argument, ki ga je podal Newton, da bi podprl obstoj prednostnega opazovalnega sistema, kar se običajno imenuje »Newtonov argument vedra«.
V svojih Matematičnih načelih je Newton poskušal pokazati, da je vedno moč odločiti ali se nekaj vrti glede na absolutni prostor z merjenjem navideznih sil, ki nastopajo, če se nekaj vrti absolutno. Če je vedro napolnjeno z vodo in se vrti, voda na začetku miruje. Nato se sčasoma gibanje sten posode poveže z vodo, ter ukrivi njeno gladino, ki se na robu vedra zaradi centrifugalnih sil dvigne. Newton je pojasnjeval, da takšen miselni preskus nazorno kaže, da centrifugalne sile nastopijo le kadar se voda vrti glede na absolutni prostor, ki ga tukaj predstavlja opazovalni sistem, povezan z Zemljo, oziroma še bolje, z oddaljenimi zvezdami. Ko se je vedro vrtelo glede na vodo, centrifugalne sile še niso nastopile, kar kaže na gibanje, še vedno glede na absolutni prostor.
Mach je v svoji knjigi pojasnjeval, da preskus z vedrom kaže le, da kadar se voda vrti glede na vedro, centrifugalnih sil ni, in da ni mogoče vedeti kako bi se obnašala voda, če bi v preskusu neznansko povečali stene po globini in širini. V Machovi zamisli predstavo o absolutnem gibanju zamenja popolni relativizem, kjer ima vsako gibanje, enakomerno ali pospešeno, smisel le glede na druga telesa. Ni moč preprosto reči, da se vrti voda, temveč je treba navesti ali se vrti glede na vedro ali na Zemljo. Po tem pogledu je treba imeti navidezne sile, ki, kot zgleda, dovoljujejo razlikovanje med relativnimi in »absolutnimi« gibanji, za učinek posebne nesomernosti, ki se nahaja v krajevnem opazovalnem sistemu med telesi, ki se jih obravnava v gibanju, ter so majhna (kot vedra), in telesi, za katere se verjame, da mirujejo (Zemlja in oddaljene zvezde) in so veliko večja ter masivnejša. Ni jasno ali je Mach hotel oblikovati novo vrsto fizikalnega delovanja med masivnimi telesi. Ta fizikalni mehanizem bi lahko določil vztrajnost teles na način, da masivna in oddaljena telesa krajevnega Vesolja prispevajo največ k vztrajnostnim silam. Verjetno je Mach le predlagal »ponovni opis gibanja v prostoru kot izkustva, ki ne opredeljujejo izraza prostor«. Kar je gotovo je, da je Einstein podal Machovo navedbo v takšni obliki, ki je povzročila dolgo trajajočo razpravo.
Machovo načelo niso nikoli razvili v kvantitativno fizikalno teorijo, ki bi pojasnila mehanizem, po katerem imajo lahko zvezde takšen učinek. Čeprav je Machovo načelo na Einsteina naredilo velik vtis in ga navdahnilo, Einsteinova opredelitev načela ni osnovna predpostavka splošne teorije relativnosti. Večkrat so poskušali formulirati teorijo, ki bi bila bolj machovska, vendar se nobena ni popolnoma obnesla. Takšna teorija je na primer Brans-Dickeova teorija.

## Machovo načelo v sodobni splošni teoriji relativnosti
Einstein je pred zaključkom razvoja splošne teorije relativnosti našel pojav, ki ga je pojasnjeval kot dokaz Machovega načela. Pri tem se zaradi pojmovne preprostosti privzame, da se velika masna votla krogla vrti glede na nepomično ozadje. Opazovalni sistem v notranjosti krogle bo precesiral glede na nepomično ozadje. To je Lense-Thirringov pojav. Einstein je bil tako zadovoljen s to razlago Machovega načela, da je pisal Machu pismo, kjer je poudaril:
 »... izkaže se, da vztrajnost izvira iz nekakšnega vzajemnega delovanja med telesi, zelo podobno tvojemu premisleku o Newtonovem poskusu z vedrom ... Če zavrtimo [masivno votlo kroglo snovi] relativno glede na nepomične zvezde okrog osi, ki poteka skozi njeno središče, se v njeni notranjosti pojavi Coriolisova sila, oziroma ravnino Foucaultovega nihala vleče sem in tja (s praktično neizmerljivo majhno kotno hitrostjo).«
Lense-Thirringov pojav vsekakor zadošča zelo osnovni in splošni predstavi, da »oddaljena snov vpliva na bližnjo vztrajnost.« Ravnino nihala ne bi vleklo sem in tja, če krogle ne bi bilo ali če se ne bi vrtela. Tako se lahko reče, da je Einsteinov stavek »vztrajnost izvira iz nekakšnega vzajemnega delovanja med telesi« pravilen skladno s pojavom.
Še osnovnejše za problem je obstoj nepomičnega ozadja, ki ga je Einstein opisal kot »nepomične zvezde«. Sodobni strokovnjaki za relativistično fiziko vidijo zametke Machovega načela v problemu začetnih vrednosti. V bistvu je treba ločiti prostor-čas v rezine konstantnega časa. Ko se to naredi, se lahko Einsteinove enačbe polja razstavi v eno množico enačb, katerim mora odgovarjati stanje na vsaki rezini, in na drugo množico enačb, ki opisujejo gibanje med rezinami. Enačbe za posamezno rezino so eliptične parcialne diferencialne enačbe. V splošnem to pomeni, da se lahko opiše le del geometrije rezine, geometrija povsod drugod pa je dana z Einsteinovimi enačbami na rezini.
V navezi asimptotičnega ravnega prostora so mejni pogoji dani v neskončnosti. Mejni pogoji za asimptotično ravno vesolje hevristično določajo sistem glede na katerega ima vztrajnost smisel. Z Lorentzevo transformacijo se lahko v oddaljenem Vesolju vztrajnost transformira.